# Pierre de Broche-Vallongue
Pierre-Charles-Louis-Victor de Broche-Vallongue : né le 1er avril 1779 à Pont-Saint-Esprit (Gard), sous-officier dans le 9e régiment de ligne en 1805, décoré de la croix de la Légion d'honneur sur le champ de bataille de Wagram le 4 juillet 1809; blessé sur le Tyrol étant sous-lieutenant dans la 2e compagnie des voltigeurs Armée napoléonienne, il passa avec le grade de lieutenant dans le 84e régiment, puis blessé d'une balle dans le genou par les Russes à Smolensk, promu capitaine dans ce même régiment, il fut tué en 1812 dans la Campagne de Russie. 
Il fut l'un des quatre sous-officiers désignés pour assister au sacre de Napoléon.

## Famille
Un article de F. Benoit d'Entrevaux paru dans la nouvelle revue héraldique, historique et généalogique n° 4 avril 1917 rattache sa famille à la maison de Brosse issue des vicomtes de Limoges, donnée généralement comme éteinte en 1564,. Cette filiation de la famille de Brosse n'est toutefois pas confirmée par Gustave Chaix d'Est-Ange.
Gustave Chaix d'Est-Ange écrit que la famille de Broche est originaire d'Uzès et a pour auteur Pierre Broche, qualifié écuyer dans un testament que fit le 22 mai 1495 son fils, noble Jean Broche, de la ville d'Uzès mais qu'une note de Chérin apprend que ce testament de 1495 est faux. Ce même noble et vénérable homme Jean Broche, licencié ès lois de la ville d'Uzès, est rappelé dans une transaction passée le 27 mai 1523 par ses fils. D'après Haag il aurait été viguier pour le roi de la ville de Pont-Saint-Esprit. Il laissa d'une alliance demeurée inconnue quatre fils, Nicolas, Pierre, Claude et Jean, qui furent les auteurs d'autant de branches.
La famille de Broche fut condamnée comme usurpateur de noblesse en 1668, maintenue noble le 15 mais 1698, recondamnée pour usurpation de noblesse le 1er juin 1699 et définitivement maintenue noble le 20 décembre 1699. Parmi les différentes branches de cette famille la deuxième et la quatrième n'ont pas fait l'objet d'un jugement de maintenue de noblesse rapporte également Gustave Chaix d'Est-Ange.

## Sources
- Musée de la Légion d'honneur et des ordres de chevalerie
- Gustave Chaix d'Est-Ange, Dictionnaire des familles françaises anciennes ou notables à la fin du XIXe siècle, VII. Bré-Bur. - 1908, pages 156 à 159 Broche (de)
- La Nouvelle revue héraldique, mars 1917, page 7.
- Mémoire des hommes (site internet du ministère de la défense) 9° demi brigade d'infanterie de ligne p. 2
- Régis Valette, Catalogue de la noblesse française, édition 1989 catalogue provincial Languedoc Louis XVI p. 311 de Broche (Vaux, St André, des Combes). Dans l'édition 2002 de cet ouvrage cette famille n'est pas mentionnée dans la partie Catalogue général de la noblesse contemporaine au XXIe siècle.
- Grands notables du 1er empire, éditions du CNRS p. 15
- Armoiries décrites par Jean-Baptiste Rietstap et consultable en ligne ici
- Dom Vaissette, Histoire générale de Languedoc  T. 8 p. 12
- Dom Vaissette, Histoire générale de Languedoc T 7 p. 52
- Lettre adressée à ses parents où il annonce sa présence au sacre de Napoléon, (document de famille)